# Carl Engström (kommendör)
Carl Christian Engström, född den 5 december 1863 i Stockholm, död där den 21 oktober 1945, var en svensk sjömilitär. Han var son till Christian Engström.
Engström blev underlöjtnant vid flottan 1883 och löjtnant där 1887. Han var adjutant i sjöförsvarsdepartementets kommandoexpedition 1891–1893 och tjänstgjorde i marinförvaltningen 1893–1898 samtidigt som han var lärare i Sjökrigsskolan. Engström befordrades till kapten 1894, till kommendörkapten av andra graden 1905 och första graden 1910. Han blev chef för artilleridepartementet vid flottans Stockholmsstation 1905. Engström var chef för Sjökrigshögskolan 1914–1919 och varvschef i Stockholm 1919–1923. Han befordrades till kommendör 1916. Engström invaldes som ledamot av Örlogsmannasällskapet 1898 och av andra klassen av Krigsvetenskapsakademien 1909. Han blev riddare av Svärdsorden 1903, kommendör av andra klassen av samma orden 1919 och kommendör av första klassen 1922. Engström vilar på Galärvarvskyrkogården i Stockholm.